# Call of Duty: Modern Warfare
Call of Duty: Modern Warfare is een first-person shooter ontwikkeld door Infinity Ward. Het spel wordt uitgegeven door Activision en is op 25 oktober 2019 uitgekomen voor PlayStation 4, Windows en Xbox One. Het is het zestiende spel uit de Call of Duty-serie en fungeert tevens als een "soft reboot" van de Modern Warfare-reeks.
Het spel bevat een singleplayer- en multiplayermodus. Het spel ondersteunt voor het eerst in de serie cross-platform multiplayer, wat ervoor zorgt dat spelers van zowel de pc- als de consoleversies met elkaar op dezelfde servers kunnen spelen. Hierbij kan gefilterd worden op besturingsapparaat, zodat spelers met een gamepad niet tegen spelers met een muis en toetsenbord hoeven te spelen.

## Verhaal
Call of Duty: Modern Warfare speelt zich af in een realistische, moderne wereld en focust zich op conflicten met terroristische groeperingen. Het verhaal van het spel is serieuzer gestemd dan dat van zijn voorgangers en tracht onder andere om verschillende perspectieven van een conflict te tonen. De toon van het spel in sommige missies wordt door de ontwikkelaars en journalisten gelijkend aan de controversiële missie No Russian uit Call of Duty: Modern Warfare 2.
In de eerste cutscene ziet de speler de twee grootste antagonisten van het spel: Omar Suluman - alias The Wolf - en The Butcher. Hierna ziet de speler hoe enkele terroristen een aanslag in Londen willen plegen, waarna het beeld naar de eerste missie overschakelt. De speler speelt als Alex, een CIA agent die onder leiding van Kate Laswell en kolonel Norris met Amerikaanse mariniers een Russische basis van generaal Roman Barkov (de derde antagonist van het spel) binnenvalt. De missie gaat fout, meerdere mariniers sneuvelen en een gevaarlijk gas wordt er gestolen door terroristen. De CIA neemt de missie om dit gestolen gas te vinden op zich en Laswell schakelt SAS-kapitein Captain John Price in om het gas te lokaliseren en te bemachtigen. Price vermoedt dat het gas in Londen is en gaat daarnaartoe terwijl SAS-sergeant Kyle Garrick met de politie van Londen een aanslag probeert tegen te gaan. Veel burgers en agenten komen om bij de aanslag en Garrick wordt net op tijd gered door Price. Ze gaan het gebouw binnen en vinden daar de gijzelaars waarvan 1 een bomvest aanheeft. Price beseft dat ze de bom niet op tijd kunnen uitschakelen en gooit de man naar beneden om zo de andere gijzelaars te redden. De terroristische organisatie Al Quatala van The Wolf en The Butcher eist de aanslag op en de CIA vermoedt dat zij in bezit van het Russische gas zijn. Daarom laten ze Alex samenwerken met de militie van Farah en Hadir Karim in het fictieve land Urzikstan dat bezet is door troepen van generaal Barkov. Ze smeden een plan om de Russische basis aan te vallen en creëren een afleidingsmanoeuvre in een nabijgelegen stad. Russische versterkingen uit de basis komen naar de stad om hun medesoldaten te helpen en de militie neemt met behulp van drones en een Apache-gevechtshelikopter de Russische basis over. Price en Garrick vallen met behulp van de SAS een huis in Londen binnen en elimineren al de aanwezige Al Quatala leden. Hierna lokaliseren ze The Wolf en Alex neemt hem in samenwerking met sergeant Griggs (zie Call of Duty 4: Modern Warfare) gevangen na hevige gevechten. Ze nemen The Wolf mee naar de Amerikaanse ambassade, maar worden aangevallen door Al Quatala. Price en Garrick landen op het dak en vechten zich een weg naar Alex, Farah en Hadir. Uiteindelijk vluchten ze naar de compound van de ambassadeur en houden ze Al Quatala tegen, maar zij bevrijden The Wolf alsnog. Farah en Alex gaan naar een dorp langs de snelweg om The Wolf tegen te houden. Wanneer ze overrompeld worden door de herstelde Russische troepen onthult Hadir dat hij het gas heeft gestolen in een poging de Russen te stoppen. Farah en Alex raken allebei bewusteloos waarna een flashback van 20 jaar eerder volgt waarbij Farah een klein meisje is en haar ouders vermoord worden door de Russen. Farah en Hadir worden vervolgens gevangen genomen door Generaal Barkov zelf. Terug in het heden worden Alex en Farah gered door Price en Garrick en vallen de schuilplaats van The Wolf binnen. De SAS stelt het huis veilig en Alex en Farah gaan het tunnelcomplex binnen waarbij ze van de rest worden afgesloten. Ze doden The Wolf en ontmantelen de bom die hij draagt. Na deze missie wordt hen duidelijk gemaakt dat de Amerikaanse regering Farahs organisatie vanaf heden als een terreurgroep bestempelt. Alex blijft echter met haar samenwerken terwijl Price en Garrick samen met Nikolai (zie andere Modern Warfare-delen) achter The Butcher en Hadir gaan. Ze vermoorden The Butcher en stellen het overgebleven gas veilig waarna ze naar Barkovs landgoed gaan en Hadir gevangen nemen. Hij geeft hen informatie over de fabriek waar dit gas gemaakt wordt waarna hij door de VS aan Rusland wordt uitgeleverd. Price, Garrick, Alex en Farahs organisatie vallen de fabriek aan en Alex offert zichzelf op om de fabriek op te blazen. Farah is inmiddels aan boord van Barkovs helikopter en vermoordt hem. Op het einde spreekt Price met Laswell over Task Force 141 uit voorgaande Call of Duty: Modern Warfare-delen, hierbij komen verschillende oude karakters aan bod.